# Чендлер Кентербері
Чендлер Кентербері (англ. Chandler Canterbury; нар. 15 грудня 1998, Х'юстон, Техас, США) — американський актор.

## Фільмографія
| Рік  |   | Українська назва                     | Оригінальна назва                   | Роль                                    |
| ---- | - | ------------------------------------ | ----------------------------------- | --------------------------------------- |
| 2007 | с | Криміналісти: мислити як злочинець   | Criminal Minds                      | Девід Сміт (епізод "In Name and Blood") |
| 2008 | ф | Загадкова історія Бенджаміна Баттона | The Curious Case of Benjamin Button | Бенджамін в 8 років                     |
| 2009 | ф | Гарі, тренер з тенісу                | Balls Out: Gary the Tennis Coach    | молодий Гарі                            |
| 2009 | ф | Знамення                             | Knowing                             | Калеб Кесслер                           |
| 2009 | ф | Окис                                 | Powder Blue                         | Біллі                                   |
| 2009 | ф | Життя за гранню                      | After.Life                          | Джек                                    |
| 2010 | ф | Різники                              | Repo Men                            | Пітер                                   |
| 2011 | с | Межа                                 | Fringe                              | Пітер Бішоп (епізод "Subject 13")       |
| 2011 | ф |                                      | A Bag of Hammers                    | Келсі                                   |
| 2012 | ф | Маленький червоний вагон             | Little Red Wagon                    | Зак Боннер                              |
| 2013 | ф | Цапиний острів                       | Standing up                         | Хоуі                                    |
| 2013 | ф | Гостя                                | The Host                            | Джеймі Страйдер                         |
| 2013 | ф | Ангели співають                      | Angels Sing                         | Девід Уолкер                            |
| 2014 | ф |                                      | Black Eyed Dog                      | Малік                                   |